# 阿什莉·普伦普特里
阿什莉·梅甘·普伦普特里（英語：Ashleigh Megan Plumptre；1998年5月8日—），尼日利亚职业女子足球运动员，司职[[]]，目前效力于吉达联合足球俱乐部和尼日利亚国家女子足球队。她曾代表尼日利亚参加2023年国际足联女子世界杯。